# Meshal Mubarak
Meshal Mubarak (Doha, 25 febbraio 1982) è un calciatore qatariota, di ruolo difensore.

## Club
Meshal Mubarak ha iniziato la sua carriera nelle giovanili del Qatar SC nel 1997, dove è rimasto fino al 2000. Promosso in prima squadra, ha vestito la maglia del Qatar SC per nove stagioni, collezionando 188 presenze e segnando 11 reti. Nel 2003 ha avuto una breve esperienza in prestito ai Feyenoord Rotterdam, senza tuttavia scendere in campo in partite ufficiali. 
Nel 2009 si è trasferito all'Al-Rayyan, dove è rimasto fino al 2012, totalizzando 50 presenze. Successivamente ha giocato per tre stagioni con l'Al-Gharafa, disputando 48 partite. Dal 2015 è passato all'Al-Ahli Doha, dove ha proseguito la sua carriera disputando 49 incontri e segnando un gol.

### Nazionale
A livello internazionale ha rappresentato la nazionale qatariota dal 2000 al 2012, totalizzando 89 presenze e segnando 3 reti.